# Rennbahn Saarbrücken-Güdingen

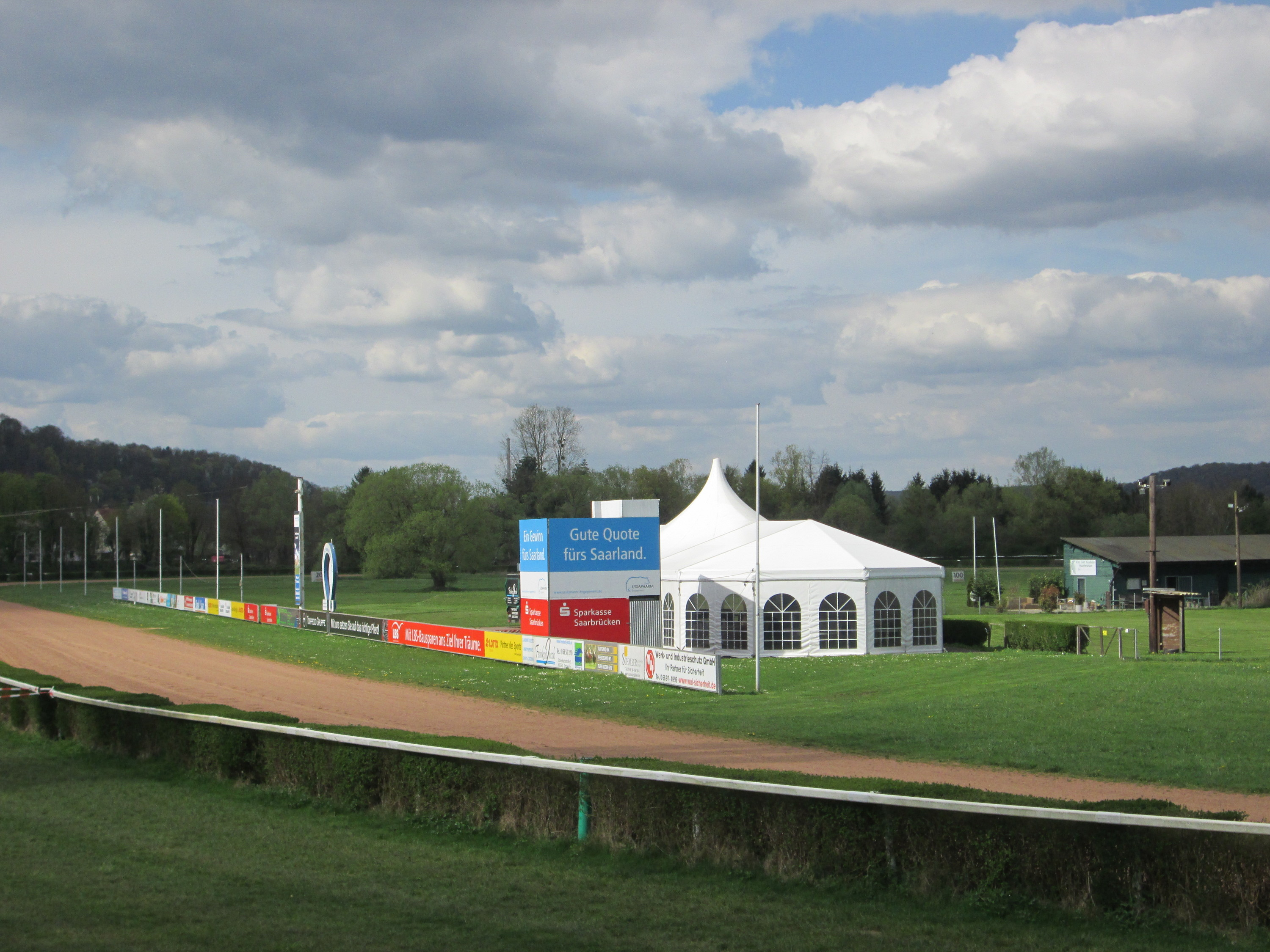
Rennbahn in Saarbrücken-Güdingen

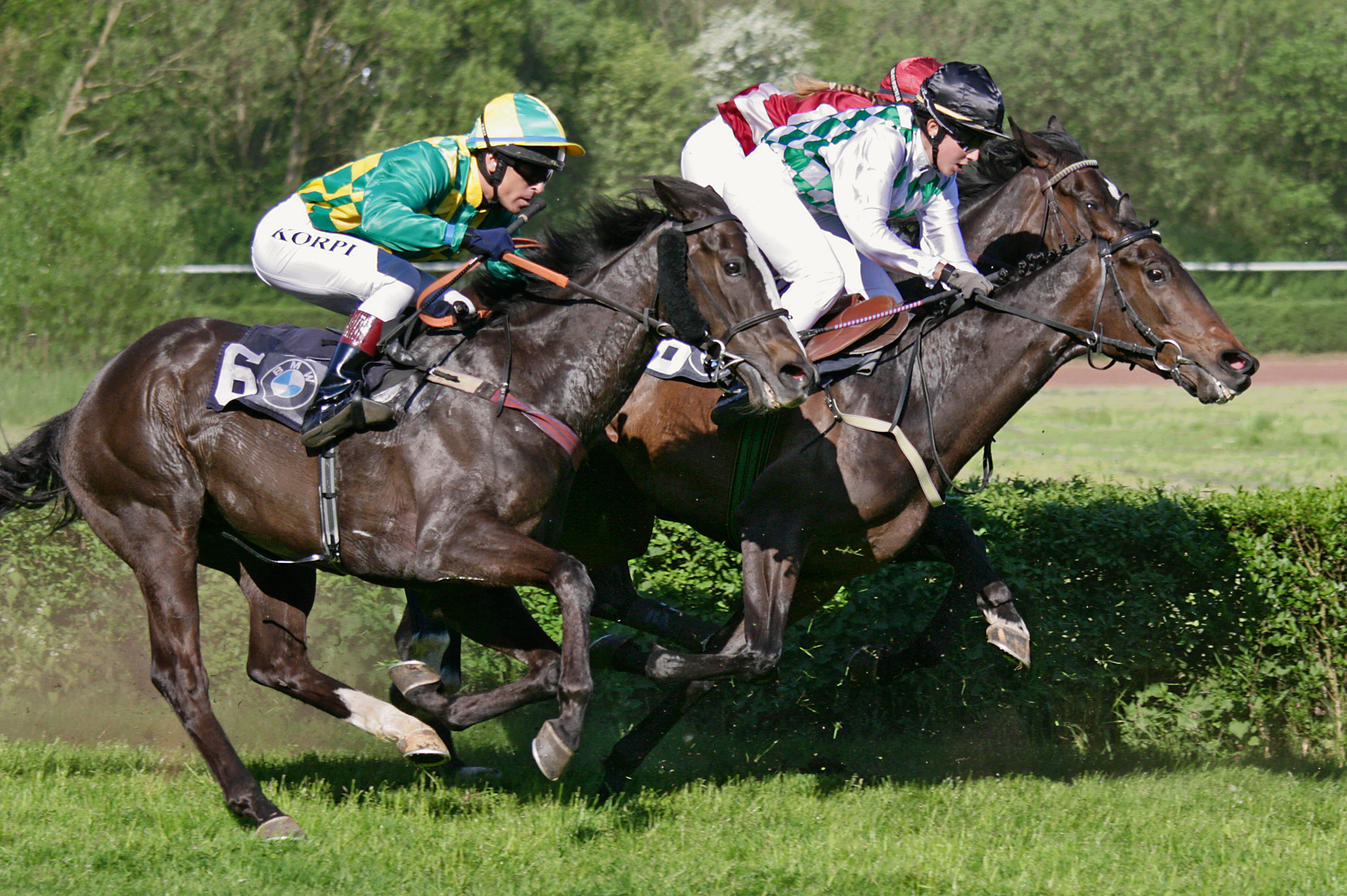
Galopprennen in Saarbrücken-Güdingen

Die Rennbahn Saarbrücken-Güdingen ist eine Pferderennbahn im Saarbrücker Stadtteil Güdingen. Die Rennbahn wurde am 12. September 1948 eingeweiht.

## Trägerverein und Organisation
Die Rennbahn wird vom Rennclub Saarbrücken e.V. betrieben. Der im Jahr 1970 gegründete Verein zählte im Jahr 2022 ca. 110 Mitglieder. Andere Quellen nennen bereits 1891 als erstes Gründungsjahr eines Rennvereins, auf dessen Areal seit 1948 Leistungsprüfungen ausgetragen werden. Neben den weiteren Rennbahnen in Billigheim, Blieskastel, Erbach, Haßloch, Herxheim, Honzrath, Iffezheim, Karlsruhe, Leipzig, Mannheim, Meißenheim, Miesau, Walldorf und Zweibrücken gehört die Rennbahn Saarbrücken-Güdingen zum Verband Südwestdeutscher Rennvereine e.V.

## Lage
Die Rennbahn Saarbrücken-Güdingen befindet sich im Saarbrücker Stadtteil Güdingen in den Saarwiesen links der Saar und grenzt im Süden unmittelbar an das Nachbarland Frankreich. Die Rennbahn Saarbrücken-Güdingen ist über die Bundesautobahn 6, bzw. Bundesautobahn 620 und die Bundesstraße 51 sowie die Bundesstraße 406 und die Route nationale 61 angebunden. Mit öffentlichen Verkehrsmitteln ist die Rennbahn Saarbrücken-Güdingen mit der Saarbahn Linie 1 bis zum Haltepunkt Güdingen oder direkt mit der Buslinie 126 der Saarbahn GmbH bis zur Haltestelle Rennbahn zu erreichen.

## Ausstattung
Die Rennbahn Saarbrücken-Güdingen veranstaltet gemischte Leistungsprüfungen jeweils mit Galopp- und Trabrennen an einem Renntag. Das weitläufige Gelände bietet Platz für den Aufenthalt von bis zu 10.000 Personen. Der Linkskurs besteht aus einer Grasbahn zur Austragung von Galopprennen und einer dahinter liegenden Sandbahn für Trabrennen. Die Sandbahn wird jedoch nicht im Winter für Pferderennen wie z. B. in Dortmund oder früher in Neuss genutzt. Für die Galopprennen besitzt der Rennclub Saarbrücken e.V. eine eigene Startmaschine mit Platz für 12 Starter. Die Galopprennen werden zumeist über eine Distanz von 1.900 m, 1.350 m oder 2.450 m ausgetragen. Die Trabrennen werden mit einem Startwagen gestartet. Die Renndistanz für die Trabfahren (oder seltener Trabreiten) beträgt zumeist 2.100 m. Gegenüber dem Zielpfosten befindet sich eine überdachte Zuschauertribüne mit Kommentatorenplatz. Während der Rennveranstaltungen steht im Innenraum des Rennbahngeländes ein Zelt mit Gastronomieangebot bereit.
Für die Besucher aus Deutschland und Frankreich werden manche Passagen im Rennverlauf oftmals zweisprachig auf Deutsch und Französisch kommentiert. Unter der Tribüne befinden sich zahlreiche überdachte Wettkassen mit Elektronentoto, die jedoch ausschließlich an den Renntagen geöffnet sind. An der Einfahrt zur Rennbahn, angrenzend zum benachbarten Sportplatz des SV 1919 Güdingen e.V., befindet sich ein Flachbau, in dem bisher wechselnde Pächter und Wettanbieter die Vermittlung von Pferdewetten auf andere Rennplätze ganzjährig anboten. Weiterhin gibt es einen quadratisch angelegten Führring mit überdachten Sattelmöglichkeiten. Daneben befindet sich eine Tafel zur Bekanntgabe der Zieleinläufe und Wettquoten und eine weitere Tafel zur Bekanntgabe der Nichtstarter. Für auswärtige Pferde gibt es eine gewisse Anzahl an Gastboxen auf der Saarseite der Rennbahn.
Um das Areal auch außerhalb der Renntermine aktiv zu nutzen, befindet sich im Inneren der Rennanlage eine Driving Range. Die Hundesportfreunde Saarbrücken e.V. nutzen den Innenbereich in der Mitte der Pferderennbahn ebenfalls als Übungsgelände.

## Geschichte
Noch in den 1990er Jahren und zu Beginn der 2000er Jahre waren bis zu vier Renntage pro Jahr zu festen Terminen etabliert, zu denen jeweils 10.000 Zuschauer kamen. Die Rennsaison begann seinerzeit mit einem Renntag am jeweiligen Ostermontag, gefolgt von einem Renntag am Pfingstmontag. Das Jahreshauptereignis war immer ein besonders großer Renntag am Feiertag Mariä Himmelfahrt, 15. August. Hier hatte der Rennclub Saarbrücken e.V. den Vorteil, dass dieser Rennort meist Alleinveranstalter war und somit auch Spitzenjockeys die Möglichkeit hatten nach Saarbrücken zu kommen. Den Saisonabschluss bildete ein Renntag unter dem Motto Halali, meist an einem Sonntag Mitte Oktober mit einem bunten Basisprogramm. Beim Renntag am Ostermontag 2009 wurde in der Lokalpresse von sogar über 14.000 Zuschauern berichtet. Im Jahr 2011 wurden über 350.000 Euro aus dem Konjunkturpaket II in die Infrastruktur investiert.
Die Rennveranstaltungen in Saarbrücken-Güdingen erfreuen sich nicht nur bei den Besuchern großer Beliebtheit. Auch seitens der Aktiven gelang es den Verantwortlichen immer wieder namhafte Jockeys und Trabrennfahrer im Sulky für die Hauptereignisse des Jahres zu engagieren. In den 1990er Jahren waren die bundesweit bekannten Rennreiter Peter Schiergen und Andrasch Starke stets echte Publikumsmagneten. Auch der ehem. Jockey Erwin Schindler aus Haßloch, der im Jahr 1982 auf dem Außenseiter Ako sensationell das Deutsche Galopp-Derby auf der Galopprennbahn Hamburg-Horn gewann, genoss zu seiner aktiven Zeit Kultstatus unter den Rennbahnbesuchern in Saarbrücken-Güdingen. Am 15. August 2015 gab sich der beste Trabrennfahrer Deutschlands, „Goldhelm“ Michael Nimczyk, die Ehre und spannte seine Pferde hier an.
Nachdem der langjährige, auch für Saarbrücken-Güdingen zuständige, Rennkommentator Jürgen Burk aus Mannheim sich in den Ruhestand verabschiedet hat, ist mittlerweile der Kölner Pferdesport-Journalist Guido Göbel neben einigen weiteren Rennplätzen im Südwesten auch in Saarbrücken-Güdingen der etatmäßige Rennberichterstatter. Seit November 2021 fungieren Tanja Hauch und Nastasja Caroline Volz-Degel als Doppelspitze in der Funktion der Vorstandsvorsitzenden des Präsidiums. Esther Witt verantwortet den Bereich Finanzen. Zuvor war der Püttlinger Werner Schmeer mehr als 50 Jahre in Diensten der Rennbahn Saarbrücken-Güdingen und stand dem Rennclub ebenso als Präsident vor. Sein Sohn und ehem. Amateur-Jockey Torsten-Ludwig Schmeer ritt und gewann auf dem Saarbrücker Publikumsliebling Wallach mit dem Namen Wladiwostok von 1991 bis 1998 zahlreiche Galopprennen. Nastasja Volz-Degel blickt ihrerseits ebenfalls auf eine erfolgreiche Karriere als ehemalige Amateur-Rennreiterin (16 Siege zwischen 2006 und 2021) zurück und ist auf dem Ohlerweiherhof in St. Wendel-Dörrenbach mittlerweile selbst als Trainerin im Galopprennsport tätig. Den Sieger im 152. Deutschen Derby Sisfahan hat Nastasja Volz-Degel ebenfalls im Pre-Training vorbereitet.
Aufgrund geänderter Rahmenbedingungen (weniger startberechtigte Pferde und einer Veränderung des Wettverhaltens zu Gunsten von Sportwetten sowie die Konkurrenz der verbliebenen Rennplätze untereinander) hat auch der Rennclub Saarbrücken e.V. seinen Rennkalender hierauf neu ausgerichtet. 2022 fanden an Ostern, Pfingsten und an Mariä Himmelfahrt, dem 15. August, insgesamt noch drei Rennveranstaltungen statt, nachdem in den beiden Jahren davor aufgrund der COVID-19-Pandemie der Rennbetrieb gänzlich ausgesetzt wurde. 2023 feierte man sein 75-jähriges Bestehen und startete nicht mehr am traditionellen Ostermontag in die Saison, sondern verschob den Start wegen des Konkurrenzdrucks um 2 Wochen nach hinten, um somit bundesweit alleiniger Veranstalter sein zu können. Beim Familien-Renntag im Juni 2023 konnten rund 2.000 Besucher gezählt werden. 2023 war am letzten Renntag das (Jahres-)Hauptereignis der LOTTO-Preis, ein Rennen im Ausgleich 3 über 1.900 m, dotiert mit 8.000 Euro.
Im Jahr 2024 ist der Rennclub Saarbrücken e.V. auf neuen Wegen und startet die Saison am Samstag, 29. Juni 2024 mit einem Renntag unter dem Motto Saisoneröffnung mit der Sparkassen-Finanzgruppe. Am Freitag, 16. August 2024 bildet der sog. LOTTO-Renntag den Saisonabschluss. Der Rennclub Saarbrücken e.V. bietet unter seiner Regie weitere Events an, so vom 26. April 2024 bis 28. April 2024 eine Veranstaltung mit dem Titel 4 Hufe und 4 Pfoten. Am 22. September 2024 ist ein Pferdesporttag zum Kennenlernen für Interessierte geplant.